# Tourisme dans le Finistère

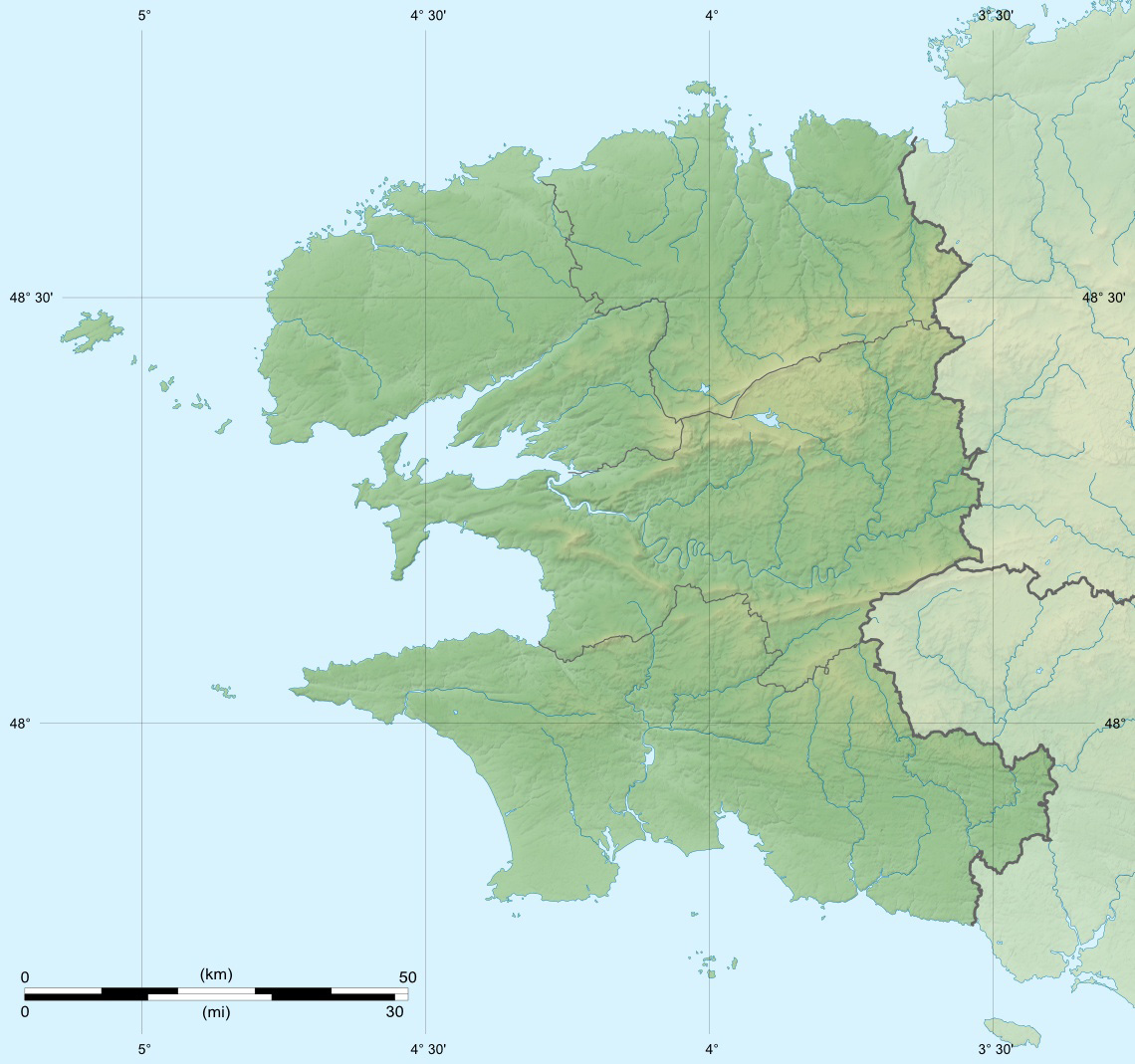
Situation du Finistère

Situé à l'extrémité de la péninsule armoricaine, le département du Finistère, entouré aux deux tiers par la mer (1 200 km de côtes), offre d'importantes possibilités de tourisme.
Son climat océanique connaît d'assez importantes variations au fil des saisons tout en restant plutôt doux avec des durées de gel nocturne nettement inférieures aux régions plus continentales.

## Des paysages variés.
La côte, à l'aspect souvent magique, est battue par les flots lors des marées de l'automne et de l'hiver pendant lesquelles le temps peut être rude et même tempétueux.
Les activités maritimes sont un point fort de l'économie du département. 
Les ports d'Audierne, de Concarneau, de Douarnenez, du Guilvinec, de Saint-Guénolé-Penmarc'h, de Lesconil, de Loctudy et de Roscoff étant parmi les premiers ports de pêche fraîche du pays, la dégustation des fruits de mer et poissons frais est partout possible.
L'apprentissage de la mer au travers des activités nautiques se fait un peu partout. De nombreuses communes disposent d'écoles de voile, de surf, de kayak, de lieux adaptés notamment des ports de plaisance qui existent tout le long des côtes et offrent un abri aux bateaux de passage et des accueils permanents.
Le centre du département présente quelques reliefs. 
Dans les Monts d'Arrée, le Mont Saint-Michel de Brasparts, Le Signal de Toussaine (Tuchen Kador), Roch Trévézel (384 m tous trois) dominent un grandiose paysage de tourbières et de landes. On y voit l'ancienne centrale de Brennilis et le lac.
Avec ses 330 mètres proches de la mer, le Ménez-Hom, est une vigie incomparable qui domine Dinéault, Plomodiern et Saint-Nic. On y pratique le deltaplane, le parapente, le modélisme, la randonnée. On y voit Roch ar Tan, puis, au Sud de Carhaix, capitale de la région appelée le Poher, d'autres sommets des Montagnes noires.

## Accès
Les réseaux de transports sont développés. Les voies rapides nord et sud sont gratuites, la route du centre est presque partout à deux voies elle aussi. 
TGV et avions permettant de s'y rendre de Paris (Brest et Quimper), respectivement en 4H30 et environ 1 heure. 
Des ferries et bateaux de passagers à destination des Îles britanniques et des îles côtières (Batz, Îles Glénan, Molène, Ouessant, Sein) dans plusieurs ports  : Brest, Camaret sur Mer, Concarneau, Le Conquet, Fouesnant, Roscoff et d'Audierne.

## Patrimoine naturel et humain
Une grande partie des côtes sont gérées par le Conservatoire du littoral et les communes. Le Parc naturel régional d'Armorique entreprend de protéger un écosystème riche et varié.
Des plages semées tout au long des côtes et une bonne infrastructure hôtelière et de restauration permettent de passer en Finistère d'agréables vacances.
Il existe un grand site de France, la Pointe du Raz en Cap Sizun.
Les amateurs de patrimoine bâti ne seront pas déçus. La campagne compte de nombreux manoirs ou petits châteaux : Kerjean, Kernault, Trévarez ... La richesse du patrimoine religieux est une empreinte forte de la culture bretonne : cathédrales de Quimper et de Saint-Pol-de-Léon, enclos paroissiaux dans la région de Saint-Thégonnec, Pleyben et de Guimiliau, chapelles nombreuses comme celles de Saint-Tugen, Rumengol, la Pointe du Van, et des calvaires comme à Plougastel, Pleyben, Plomeur, Confort-Meilars ...